# Les Rues de l'enfer
Pour plus de détails, voir Fiche technique et Distribution.
Les Rues de l'enfer (Savage Streets) est un film américain réalisé par Danny Steinmann et sorti en 1984. Il suit le parcourt d'une lycéenne de Los Angeles (Linda Blair) qui se venge d'une bande de voyous ayant agressé Heather (Linnea Quigley), sa sœur cadette sourde-muette et assassiné une de ses amies.
Le projet est initialement développé par Billy Fine, qui avait déjà dirigé Blair dans Les Anges du mal (1983), et Tom DeSimone (en) est engagé comme réalisateur. Peu de temps après le début du tournage début 1984, celui-ci est cependant remplacé par Steinmann. Le tournage a lieu à Los Angeles et s'achève en février 1984. La production est marquée par des difficultés financières, entraînant l'arrêt temporaire du tournage avant que le producteur John Strong ne s'implique dans le projet.
Après une réclamation auprès de la Motion Picture Association of America pour revenir sur son classement X, avec succès, Les Rues de l'enfer sort tout d'abord au niveau régional dans le Midwest des États-Unis à l'été 1984, puis connait un succès important au box-office de plusieurs pays d'Amérique latine, notamment au Mexique et en Argentine. Le film est interdit en Australie en raison de sa violence graphique et fortement censuré  par le British Board of Film Classification pour sa sortie au Royaume-Uni.
Les Rues de l'enfer reçoit des critiques largement défavorables à sortie, estimant que ses représentations du viol et de la violence sur des adolescentes sont vulgaires et dignes d'un film d'exploitation, tandis que la prestation de Blair dans le rôle principal est également sévèrement critiquée. Elle « remportera » d'ailleurs le Razzie Award de la pire actrice pour ce film. Dans les années qui suivent sa sortie initiale, il devient cependant un film culte.

## Synopsis
Brenda (Linda Blair), lycéenne rebelle, passe une soirée sur Hollywood Boulevard avec son groupe d'amies surnommées les Satins : Rachel, Stella, Francine, Stevie et Maria. Elles sont accompagnées par Heather (Linnea Quigley), la petite sœur innocente de Brenda, sourde-muette, envers qui Brenda est extrêmement protectrice depuis la mort de leur père. Une bande de quatre voyous connus sous le nom des Scars, composé de Jake, Vince, Red et Fargo, roulant à pleine vitesse en décapotable, manque d'écraser Heather au coin d'une rue et la font tomber à terre. Plus tard le même soir, les filles dérobent la décapotable en représailles, avant de la remplir de détritus et de l'abandonner dans la rue.
Les voyous se vengent en traquant les Satins jusque dans leur lycée. Ils tombent sur la naïve Heather seule dans le gymnase, la battent et la traine dans les vestiaires pour la violer à tour de rôle. Après l'école, les filles retrouvent Heather inconsciente qui est hospitalisée dans le coma. Le soir venu, alors qu'elles sortent en discothèque, elles y croisent les Scars qui harcèlent sexuellement Francine (Lisa Freeman (en)), qui est enceinte, et se battent avec deux clients. Dans l'échauffourée, Francine taillade le visage du chef des voyous.
Le lendemain, après que Francine a acheté une robe de mariée pour son mariage prochain, elle est traquée par les Scars, qui la poursuivent à travers un quartier industriel de la ville avant que Jake ne l'assassine en la jetant d'un viaduc enjambant le fleuve Los Angeles. Le crime met Vince en colère, le seul membre du groupe à exprimer des remords pour ses actes, et il coupe les liens avec les Scars. Plus tard, Brenda surprend Vince en train de s'excuser auprès de Heather dans le coma dans sa chambre d'hôpital. Enragée, elle le retrouve chez lui le soir venu et, sous la menace d'un couteau, il admet que les Scars ont assassiné Francine.
Cherchant à se venger, Brenda se rend dans un magasin d'armes, où elle achète une arbalète et plusieurs pièges à ours et s'aventure dans un quartier peu peuplé de la ville, où elle localise les Scars près d'un entrepôt de textiles abandonné. Elle nargue Fargo et Red pour les attirer dans l'entrepôt, où elle tue Fargo en lui tirant une flèche dans le cou, puis Red avec un piège à ours. Pendant ce temps, Jake tue Vince dans une ruelle voisine en l'écrasant avec sa voiture.
Jake trouve les cadavres de Fargo et Red dans l'entrepôt avant d'être neutralisé par Brenda qui lui tire dessus avec l'arbalète et le piège avec une corde autour de ses chevilles qui le pend la tête en bas. Elle le menace avec un couteau de chasse, mais il parvient à se libérer et à prendre le dessus. Il la poursuit jusqu'à un magasin de peinture et, pendant que l'alarme antivol de la boutique retentit, Brenda l'asperge de peinture inflammable avant de l'enflammer. La police arrive et voit Jake se précipiter en flammes à travers le vitre du magasin et mourir sur le bitume.
Quelque temps plus tard, Brenda, Heather et les membres survivants des Satins se recueillent devant la tombe de Francine. Brenda déplore : « Là où elle est, elle sait qu'on a bien fait les choses », ce à quoi Stevie répond : « Non, Brenda, tu as bien fait les choses, toi seule ».

## Fiche technique
- Titre : Les Rues de l'enfer
- Titre original : Savage Streets
- Réalisation : Danny Steinmann
- Scénario : Danny Steinmann, Norman Yonemoto
- Production : John Strong
- Sociétés de production : Ginso Investment Corp.
- Budget : 2 millions $
- Musique : John D'Andrea (en), Michael Lloyd (en)
- Photographie : Stephen L. Posey
- Montage : John A. O'Connor et Bruce Stubblefield
- Pays de production :  États-Unis
- Format : Couleurs - 1,85:1 - Mono - 35 mm
- Genre : action
- Durée : 93 minutes
- Dates de sortie :
  - États-Unis : 5 octobre 1984
  - France : 9 janvier 1985

## Distribution
- Linda Blair : Brenda
- Linnea Quigley : Heather, la sœur de Brenda
- John Vernon : le principal Underwood
- Robert Dryer (VF : Patrick Poivey) : Jake
- Johnny Venocur : Vince
- Sal Landi : Fargo
- Scott Mayer : Red
- Debra Blee : Rachel
- Lisa Freeman (en) : Francine
- Marcia Karr (en) : Stevie
- Luisa Leschin (en) : Maria
- Ina Romeo : Stella
- Suzee Slater (en) : la petite amie de Fadden

## Production

### Développement
Tom DeSimone (en) est initialement engagé pour réaliser le film, conçu par le réalisateur et scénariste Billy Fine, qui avait auparavant produit Les Anges du mal (1983). Le film doit initialement entrer en production en juin 1983, mais est reporté.

### Distribution
Cherie Currie devait initialement tenir le rôle principal de Brenda, mais est remplacée par Linda Blair. Celle-ci, récemment apparue dans Les Anges du mal de Fine, hésitait à jouer car elle ne voulait pas faire un autre film d'exploitation, décrivant Les Anges du mal comme « pas du tout le film que j'avais l'intention de faire ». Cependant, sur la base du succès au box-office de ce dernier film, ainsi que d'un accord de participation aux bénéfices qu'elle signe avec Fine, elle accepte de tenir le rôle principal. Linnea Quigley est choisie pour incarner Heather, la sœur cadette sourde-muette du personnage de Blair.

### Tournage
Le tournage principal a lieu à Los Angeles avec un budget d'environ 2 millions $ et s'achève en février 1984. Tom DeSimone commence comme réalisateur avant d'être renvoyé par Fine et remplacé par Danny Steinmann, dont le précédent crédit de réalisateur était le slasher Les Secrets de l'invisible (1980). À propos de la façon dont il en est venu à s'impliquer dans le film, Steinmann déclare :
« Je travaillais sur une mini-série pour Playboy Television avec Britt Ekland, lorsque j'ai reçu un appel d'un de mes bons amis, Billy Fine. Il avait de gros ennuis. Le film qu'il produisait avec Linda Blair devait commencer littéralement demain, le problème était qu'il venait de virer le réalisateur. Pouvais-je prendre le relais ? Playboy a compris. J'étais libre d'y aller. »
Le tournage des Rues de l'enfer est ponctué de plusieurs problèmes : selon Blair et Steinmann, la production est arrêtée environ deux semaines après le début du tournage, en raison de problèmes de financement. Steinmann raconte que Fine s'est confronté à lui sur le plateau et a allégué que le financement initial de Fine pour le film provenait de mafieux. Après que Fine ait quitté le projet, le producteur John Strong s'est impliqué et le tournage a pu reprendre,. Selon Steinmann, lui et Strong ont commencé à s'affronter sur le plateau vers la fin de la production, racontant : « Il était employé pour protéger les investisseurs. J'avais accepté leur décision selon laquelle John agirait en leur nom et ne pouvait rien faire pour les contrecarrer. John regardait la caméra sur la plupart des plans, parlait avec les acteurs et me posait toujours des questions sur tout ». Le scénario du film est retravaillé tout au long du tournage et Steinmann n'est pas d'accord avec l'insistance de Strong sur le fait que le personnage de Blair se venge seul, ce que Steinmann estime irréaliste.
L'actrice Linnea Quigley évoque son expérience sur le film en décrivant Linda Blair comme une collègue « super [avec qui] travailler », mais ajoute : « Cependant, mes scènes impliquaient un viol. C'était un film très difficile à faire ». Steinmann a également salué l'éthique de travail de Blair sur le film, en commentant : « Linda Blair est une vraie professionnelle. Elle a travaillé dur et ne s'est jamais plainte ».

## Réception
Les Rues de l'enfer commence son exploitation en salles à Omaha dans le Nebraska le 29 juin 1984 et sort ensuite à Détroit  et dans plusieurs autres villes du sud du Michigan le 6 juillet 1984, où il récolte 400 000 $ de recettes lors de sa première semaine. Il sort à New York le 5 octobre 1984.

### Censure
Aux États-Unis, la Motion Picture Association of America (MPAA) attribue initialement au film un classement X, contre lequel les producteurs font appel avec succès le 22 juin 1984. La séquence centrale du viol est restée tronquée par la MPAA dans la version finale, et était à l'origine plus longue. Selon Steinmann : « le calvaire de la jeune fille était beaucoup plus brutal. Chaque membre de la bande se relayait sur elle. C'était probablement exagéré et ce qui reste est assez bon ». Le film est interdit en Australie en raison de sa violence excessive, et son montage original de 93 minutes est rejeté par le British Board of Film Classification, qui n'autorise qu'une version hautement censurée de 80 minutes.

### Box-office
Au cours de sa première semaine d'exploitation en salles dans le Michigan, à partir du 6 juillet 1984, le film rapporté 400 000 $. Il connait un succès commercial majeur en Amérique latine, se classant parmi les films les plus rémunérateurs au Mexique pour la première moitié de 1985, surpassant dans ce pays les films SOS Fantômes et Le Flic de Beverly Hills. Le film se classe numéro un au box-office en Argentine durant ses deux premières semaines.

### Critiques
Variety décrit le film comme ayant « des dialogues délicieusement vulgaires et des scènes d'affrontement bien réalisées », et comparre Blair à « une fille sordide et délicieusement trash dans une ligue avec des héroïnes de séries B des années 1950 telles que Beverly Michaels, Juli Reding (en) et Mamie Van Doren. TV Guide attribue une étoile au film et déclare à propos de l'actrice Linda Blair : « C'est la meilleure prestation de Blair depuis L'Exorciste (1973), mais cela ne sauve pas le film pour autant ».
Stephen Holden du New York Times ridiculise le film en écrivant : « Les Rues de l'enfer n'a même pas une continuité rudimentaire entre ses scènes, et ses représentations sont des dessins animés grossiers. La seule qualité qu'il dégage est une sorte de plaisir maniaque dan sa propre horreur ». Desmond Ryan du Philadelphia Inquirer n'a pas aimé le film, le qualifiant de « genre d'absurdités grossières qui nous rappelle qu'Hollywood ne recourt pas toujours à la comédie pour priver les adolescents de leurs dollars », tandis que Chris Glidden du Roanoke Times (en) déclare qu'il s'agit de l'un des pires films de l'année. Le critique Stephen Hunter estime également que le film est mal fait, « faible en intelligence et en style et riche en violence mesquine et en rock'n'roll sans distinction ». Lou Lumenick du Record commente que le film est involontairement comique plutôt que passionnant, déclarant : « Attendez-vous au pire ! ».

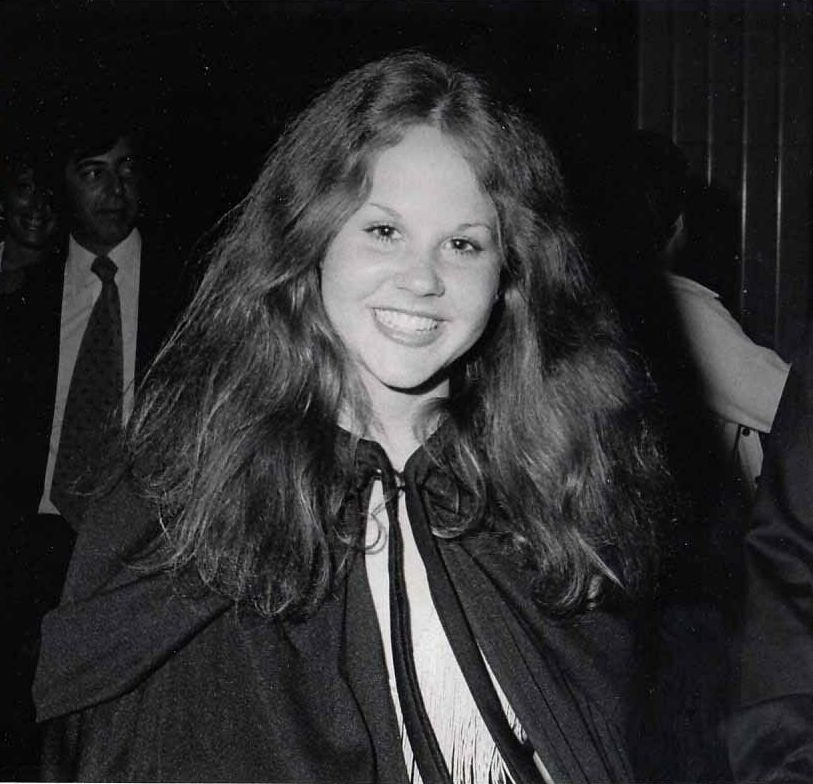
Linda Blair a été critiquée pour sa prestation et a remporté le Razzie Award de la pire actrice.

Plusieurs critiques estiment que le film est un faux pas majeur pour l'actrice Linda Blair, notamment Bill Cosford du Miami Herald qui écrit que « Blair nous a emmenés de plus en plus profondément dans le monde des mauvais films. Les films de Blair sont l'équivalent cinématographique du vie naturelle de l'homme selon Thomas Hobbes : méchante, brutale et courte ». Le critique Malcolm L. Johnson écrit dans le Hartford Courant que le réalisateur Steinmann « a l'intention d'utiliser Blair, actrice sans talent et au visage potelé, comme protagoniste d'un film d'exploitation mal conçu. La négligence est visible partout ». Scott Cain du Atlanta Constitution estimé que la prestation de Blair est particulièrement terne, la décrivant comme « embarrassante et mauvaise », et insistant sur le fait qu'elle « reste l'actrice la plus résolument incroyable des films d'aujourd'hui ».
La représentation du viol dans le film fait également l'objet de critiques, F.X. Feeney du LA Weekly faisant remarquer que la scène centrale d'agression sexuelle avec Linnea Quigley est mesquine et excessivement graphique, ressentant « le sentiment qu'en regardant tout cela, j'encourageais l'illusion tordue des cinéastes selon laquelle l'acte était d'une manière ou d'une autre significatif ou divertissant ». Feeney décrit finalement le film comme « une ampoule d'herpès cinématographique ». Johnson décrit également la séquence de viol de manière négative, la considérant comme « le passage [du film] le plus écœurant de mémoire ». Jon Marlowe du Miami News fait écho à un sentiment similaire, estimant que le film est sexiste et exploiteur, mais concède que cela « ne nous empêche pas de nous accrocher à nos sièges jusqu'au plan final et au dernier jet de flèche ». Dans son livre Men, Women, and Chainsaws (en) (1993), la critique de cinéma et chercheuse Carol J. Clover exprime une opinion différente, écrivant que le film, « bien qu'il soit par ailleurs implacablement invasif dans sa relation avec les corps féminins, parvient à se maîtriser dans ses pulsions voyeuristes lors du viol proprement dit« . »
Dans une critique rétrospective, Jacob Knight, écrivant pour la revue Birth.Movies.Death., qualifie le film de « positivement révoltant », concluant que « Les Rues de l'enfer est un film colérique, et ne plaira qu'à ceux qui aiment les désagréments impénitents. Il nous rappelle à un moment donné que vous pourriez vous promener dans un hôtel miteux et regarder quelque chose que vous ne devriez probablement pas ».

### Home media
Vestron Video (en) édite Les Rues de l'enfer en VHS en juillet 1985. Le 23 septembre 2008, il est édité dans un coffret Édition spéciale de 2 DVD par Bryanston Distributors/Motion Picture Marketing en association avec BCI Eclipse/Navarre Corporation avec des bonus produits par Red Shirt Productions et Code Red DVD (en). Scorpion Releasing sort une nouvelle édition DVD en 2012. En 2021, Kino Lorber (en) sort une édition Blu-ray du film,.

### Problèmes juridiques sur la distribution
En 2007, le distributeur du film, Motion Picture Marketing, vende les droits du film à Bryanston Film Distributors. En juin 2013, Bryanston apprend que The Cinefamily avait fait de la publicité et vendu des billets pour des projections nocturnes du film, ce que Bryanston n'avait pas autorisé. Bryanston poursuit The Cinefamily en justice, alléguant que The Cinefamily avait violé les droits d'auteur du film.

## Bande originale
La bande originale comprenant la chanson thème Justice for One interprétée par John Farnham n'est jamais officiellement sortie dans le commerce mais peut être trouvée sur de rares disques de promotions qui ont été envoyées aux DJ au moment de la sortie du film. Certaines sorties LP ont été éditées par Curb Records.

## Postérité
Dans les années qui suivent sa sortie initiale, Les Rues de l'enfer est devenu un film culte, et est présenté lors de diverses projections de films d'horreur et d'exploitation,, notamment au New Beverly Cinema en 2008 et à l'American Cinematheque (en) en 2016.
La spécialiste du cinéma Alexandra Heller-Nicholas cite Les Rues de l'enfer aux côtés de L'Ange de la vengeance (1981) et Double identité (1987) comme faisant partie d'une série de films de rape and revenge  produits dans les années 1980 et qui mettaient en vedette des vengeances « vampires et ouvertement sexualisées » de femmes agressées.. L'écrivain Art Tavana compare le film à une version féministe de Un Justicier dans la ville (1974) de Michael Winner. Le critique de cinéma Mark Kermode (en) note que Les Rues de l'enfer contient des éléments importants du slasher contemporain.

## Sources
- Dan Budnik, '80s Action Movies on the Cheap: 284 Low Budget, High Impact Pictures, Jefferson, North Carolina, McFarland, 2017 (ISBN 978-0-786-49741-6)
- Carol J. Clover, Men, Women, and Chain Saws: Gender in the Modern Horror Film, Princeton, New Jersey, Princeton University Press, 1993 (ISBN 978-0-691-00620-8)
- James Craddock, Video Hounds Golden Movie Retrievee: The Complete Guide to Movies on Videocassette, DVD and Laserdisc, Detroit, Michigan, Visible Ink Press, 2000 (ISBN 978-1-578-59120-6)
- Alexandra Heller-Nicholas, Rape-Revenge Films: A Critical Study, Jefferson, North Carolina, McFarland, 2021, Second éd. (1re éd. 2011) (ISBN 978-1-476-64490-5)
- Mark Kermode, It's Only a Movie: Reel Life Adventures of a Film Obsessive, London, England, Arrow Books, 2010 (ISBN 978-1-409-09916-1)
- Louis Paul, Tales from the Cult Film Trenches: Interviews with 36 Actors from Horror, Science Fiction and Exploitation Cinema, Jefferson, North Carolina, McFarland, 2014 (ISBN 978-0-786-48402-7)
- Art Tavana, Goodbye, Guns N' Roses: The Crime, Beauty, and Amplified Chaos of America's Most Polarizing Band, Toronto, Ontario, ECW Press, 2021 (ISBN 978-1-773-05726-2)